# Cimitirul militarilor români de la Smârdan (Vidin)
Cimitirul militarilor români de la Smârdan (actual Inovo) este un fost cimitir al militarilor români de pe teritoriul Bulgariei. A fost situat în localitatea Smârdan din regiunea Vidin.

## Istoric

### Cimitirul
La origine, 286 de soldați și ofițerii români care au murit în Războiul de Independență, au fost înmormântați în două gropi comune, la Smârdan. Dintre cele două gropi, una a fost împrejmuită cu un gard din piatră, iar a doua a fost marcată cu un monument care susținea o cruce din marmură, realizat în 1883 de Carol Storck.
În perioada Primei Conflagrații Mondiale cimitirul și crucea lui Storck au fost distruse, dar în 1931 monumentul a fost refăcut de către Societatea Culturală Română. În 1960 însă amplasamentul celor două gropi comune nu se mai cunoștea.

### Monumentul comemorativ și osuarul
Conform cu înțelegerilor dintre guvernele român și bulgar, pe teritoriul Bulgariei au fost ridicate mausoleele de la Plevna și Grivița și monumentele de la Rahova și Vidin, prevăzute ca osuare. În 1897 a fost inaugurat în prezența oficialităților și a veteranilor de război români la Smârdan  peste[A] osuarul celor 1.000 de militari români morți în luptele din regiunea Vidinului, un monument  de 11 m înălțime[B] reprezentat de statuia zeiței Victoria.
Acesta, finanțat de Ministerul de Război, era opera lui Karl Storck[C] și reprezenta o femeie de bronz[D] de 2 m înălțime având o coroană de lauri, privind spre interiorul Bulgariei. În mâna dreaptă ținea o lumină și în cea stângă o sabie, piciorul drept stătea pe un tun iar cel stâng pe un lanț rupt. Suportul statuii avea o înălțime de 9 m,  fiind de granit.
| Monumente comemorative din cimitirul de la Smârdan | Monumente comemorative din cimitirul de la Smârdan | Monumente comemorative din cimitirul de la Smârdan |
| -------------------------------------------------- | -------------------------------------------------- | -------------------------------------------------- |
| Dedicat soldaților                                 | Dedicat ofițerilor                                 |                                                    |
|                                                    |                                                    |                                                    |
|                                                    | Autor: Carol Storck                                |                                                    |

Bronzul îi fusese pus la dispoziția lui Storck de Arsenalul Armatei pentru comanda statuilor de la Smârdan și Rahova într-o cantitate de 2093 kg, având ca provenineță tunuri și trofee turcești. După 3 încercări eșuate de turnare a statuilor în curtea unui clopotar, Stork a comandat turnarea statuilor la Viena.
Pe monument se afla următoarea inscripție:
„Dându-vă viața vitejește, v-ați dat viața țării voastre și libertății Bulgariei. România recunoascătoare, nu vă va uita niciodată; ceea ce a fost câștigat prin lupte crâncene trebuie păstrat cu sfințenie. Națiunile care îi răplătesc pe cei care le slujesc cu credință, își asigură viitorul.”
Monumentul a fost distrus într-o noapte a anului 1913,[E] pe fondul manifestărilor antiromânești de după intrarea Armatei Române în Bulgaria în timpul celui de-Al doilea Război Balcanic și după Pacea de la București, de către naționaliștii bulgari.[F]

### În amintirea voluntarilor
În 1905, aromânii au ridicat în apropierea cimitirului un monument dedicat fetiței Marița, voluntară vlahă din zona Timocului, împușcată de soldații Imperiului Otoman. În timpul Primului Război Mondial și acesta a fost distrus de bulgari, prin dinamitare.

## Perioada actuală
În 1995, la inițiativa Asociației Vlahilor din Bulgaria, s-a înălțat o cruce de aproximativ 2 m înălțime din fier forjat, pe locul unde s-a aflat zeița Victoria.